# Pohlednice z Hollywoodu
Pohlednice z Hollywoodu (v anglickém originále Postcards from the Edge) je americká filmová komedie z roku 1990. Režisérem filmu je Mike Nichols. Hlavní role ve filmu ztvárnili Meryl Streep, Shirley MacLaine, Dennis Quaid, Gene Hackman a Richard Dreyfuss.

## Ocenění
- American Comedy Award, nejzábavnější herečka v hlavní roli, Meryl Streep
- London Film Critics’ Circle Award, objev roku, Annette Bening

Film dále získal dvě nominace na Oscara, tři nominace na cenu BAFTA a tři nominace na Zlatý glóbus.

## Obsazení
| Meryl Streep     | Suzanne Vale    |
| Shirley MacLaine | Doris Mann      |
| Dennis Quaid     | John Faulkner   |
| Gene Hackman     | Lowell Kolchek  |
| Richard Dreyfuss | Dr. Frankenthal |
| Rob Reiner       | Joe Pierce      |
| Mary Wickes      | babička         |
| Conrad Bain      | dědeček         |
| Annette Bening   | Evelyn Ames     |
| Simon Callow     | Simon Asquith   |
| Anthony Heald    | George Lazan    |
| Oliver Platt     | Neil Bleene     |